# Tar-Telemmaitë
Tar-Telemmaitë, que significa ‘mano de plata’ en quenya, es un personaje ficticio perteneciente al legendarium del escritor J. R. R. Tolkien. Su historia tan solo es contada brevemente en los Cuentos inconclusos de Númenor y la Tierra Media. Es un dúnadan de Númenor, hijo de Tar-Ancalimon y nacido en el año 2136 de la Segunda Edad del Sol. 
Se convirtió en el decimoquinto rey de Númenor tras la muerte de su padre en el año 2386 S. E., y se coronó Telemmaitë por el amor que procesaba hacia el mithril, que es de color plateado. Gobernó hasta su muerte en 2526 S. E. y fue sucedido por su hija, Tar-Vanimeldë, aunque ella le prestó poca atención al reino y fue su marido Herucalmo el que en realidad gobernó.